# 72 a.C.
Il 72 a.C. (LXXII a.C. in numeri romani) è un anno  del I secolo a.C.

## Eventi
- Il gladiatore Spartaco sconfigge nell'Appennino tosco-emiliano il console Gneo Cornelio Lentulo Clodiano.
- Quinto Sertorio viene ucciso a tradimento da un suo soldato: ha così fine la rivolta iniziata nell'80 a.C. per l'indipendenza della Lusitania.[1]

## Morti
- Crixo, militare gallico
- Marco Perperna Ventone, militare e politico romano
- Quinto Sertorio, politico e militare romano (n. 126 a.C.)